# Пухаев, Инал Отарович
Ина́л Ота́рович Пухаев (род. 28 января 1992, Цхинвал) — российский футболист, полузащитник.

## Биография
Воспитанник ДЮСШ «Спартак» (Владикавказ). Начинал карьеру в молодёжных командах «Амкара» и «Алании». В сезоне 2012/2013 выступал в ФНЛ за «Химки».
В 2014 году полузащитник переехал в Грузию. В первом сезоне провёл пять игр за клуб Умагеси лиги «Торпедо» (Кутаиси). Затем перешёл в команду «Лиахви-Цхинвали».